# بابی مانوکوف
بابی مانوکوف (ارمنی: Բոբի Մանագով; انگلیسی: Bobby Managoff; زاده ۴ ژانویه ۱۹۱۸ – درگذشته ۳ آوریل ۲۰۰۲) کشتی‌گیر، و کشتی‌گیر کشتی حرفه‌ای ارمنی‌تبار اهل ایالات متحده آمریکا بود. او بهترین کشتی‌گیر اتحاد ملی کشتی در دهه ۱۹۴۰ بود که همه او را به بابی مانوکوف می‌شناختند.